# Будин, Владимир Иванович

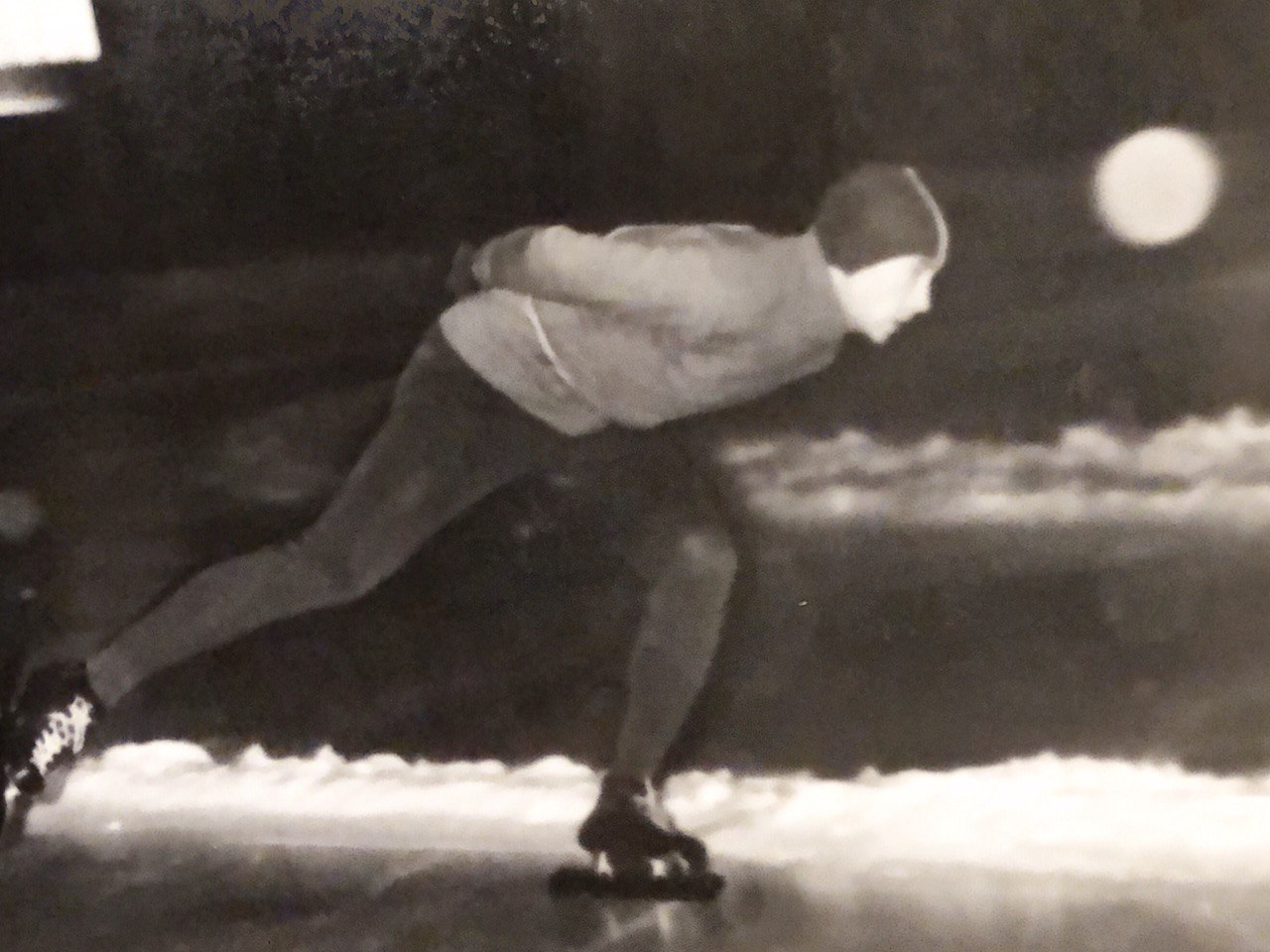

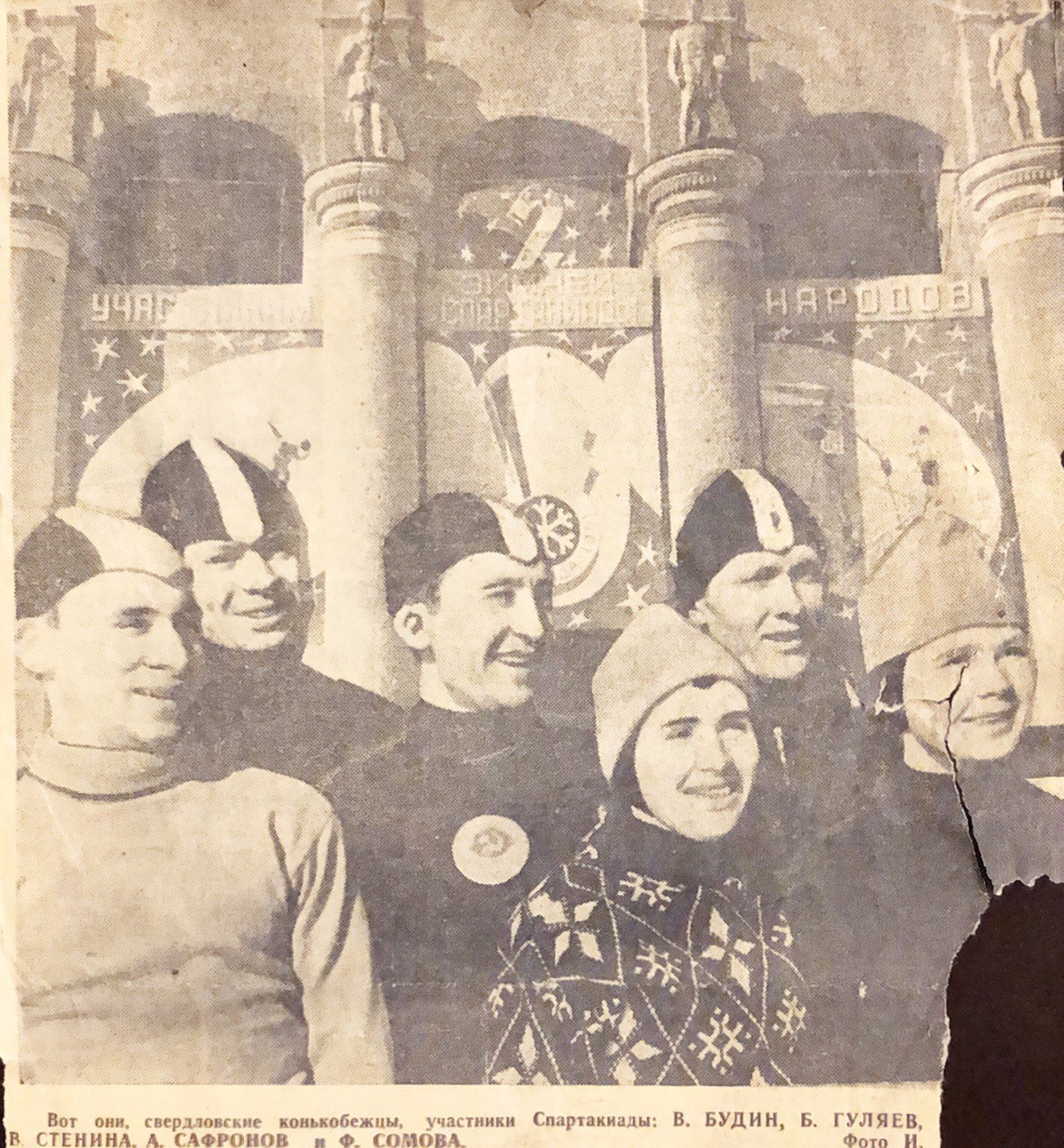

Влади́мир Ива́нович Бу́дин (12 марта 1938, Ижевск — 6 марта 2025, Екатеринбург) — советский конькобежец. Серебряный призёр чемпионата СССР в классическом многоборье (1959), чемпион РСФСР, чемпион Удмуртской АССР, почётный мастер спорта СССР. На соревнованиях представлял спортивное общество «Труд» и Свердловский горно-металлургический техникум, ветеран спорта.

## Биография
Родился в городе Ижевске Удмуртской АССР.
Пришёл в секцию конькобежного спорта в возрасте шестнадцати лет во время учёбы в девятом классе местной общеобразовательной школы, проходил подготовку под руководством известного удмуртского тренера Н. А. Дормидонтова.
Первого серьёзного успеха в коньках добился в сезоне 1957 года, когда одержал победу на чемпионате Удмуртской Республики и получил в этом виде спорта первый взрослый разряд. Тогда же дебютировал на первенстве РСФСР, соревновался с ведущими российскими конькобежцами, постоянно улучшая свои результаты на все дистанциях — достиг общей суммы большого многоборья 201,054.
В 1958 году поступил в Свердловский горно-металлургический техникум и переехал на постоянное жительство в Свердловск, где присоединился к добровольному спортивному обществу «Труд» и стал подопечным заслуженного тренера Евгения Ивановича Сопова. В 1959 году впервые выполнил норматив мастера спорта, удачно пробежав пятикилометровую дистанцию на первенстве областного совета ДСО «Труд».
Позже на соревнованиях центрального совета спортивного общества с суммой многоборья 194,753 подтвердил звание мастера. На чемпионате СССР по классическому многоборью в Вологде завоевал в общем зачёте серебряную медаль, уступив только москвичу Роберту Меркулову.
Благодаря череде удачных выступлений в 1961 году вошёл в основной состав сборной команды РСФСР, после чего выступил на международных соревнованиях в Польше, где одержал победу сразу в трёх дисциплинах и занял первое место общего итогового протокола.
Принимал участие в зимней Спартакиаде народов РСФСР, набрал сумму очков 192,856 и разместился с ней на шестой строке общего зачёта. За высокие спортивные достижения в 1966 году удостоен звания «Почётный мастер спорта СССР». Награждён нагрудным знаком «Ветеран спорта».
В 1968 году окончил Уральский электромеханический институт инженеров железнодорожного транспорта. После завершения карьеры спортсмена продолжил работу по специальности — в течение многих лет являлся сотрудником Уральского дизель-моторного завода в Свердловске.
Регулярно принимал участие в различных любительских и ветеранских соревнованиях по конькобежному спорту, так, в 2013 году на открытых всероссийских соревнованиях «Коломенский лёд», прошедших в конькобежном центре «Коломна», стал призёром в трёх дисциплинах мужчин 75 лет: получил бронзу на дистанции 500 метров, серебро на дистанциях 1000 и 1500 метров.
Скончался 6 марта 2025 года, похоронен на Лесном кладбище Екатеринбурга.